# شافا
شافا یا سافا (به زبان آسی : Сафа) در اسطوره های آسی حامی اجاق و زنجیره اجاق است. در برخی افسانه ها او خدای کوره آتش و آهنگری نیز شناخته می شود. شافا خدای خانگی آسی ها است که باعث می شود نقش پر رنگی در زندگی اجتماعی و خانوادگی مردم آسی داشته باشد تا جای که در اساطیر آسی شافا به مردم زنجیر اجاق (به آسی: рæхыс) داد که مردم به نشانه آشتی، سوگندهای رسمی و خونی می‌ خوردند، همدیگر را می‌بخشیدند و به این زنجیره چنگ می‌زدند.